# Valérie Dejardin
 (février 2024).
Si vous disposez d'ouvrages ou d'articles de référence ou si vous connaissez des sites web de qualité traitant du thème abordé ici, merci de compléter l'article en donnant les références utiles à sa vérifiabilité et en les liant à la section « Notes et références ».
Pour les articles homonymes, voir Dejardin.
Valérie Dejardin, née le 16 mars 1982 à Verviers, est une femme politique belge, membre du Parti socialiste (PS).
Elle est licenciée et agrégée en Histoire.
Après avoir enseigné quelques mois, elle intègre en 2006 l'Institut du Patrimoine Wallon (IPW) à Namur. En 2011, elle devient directrice du Centre touristique de la Laine et de la Mode (CTLM) à Verviers.

## Fonctions politiques
- Membre du Parlement de la Communauté française
  - depuis le 12 décembre 2018 en remplacement de Muriel Targnion
- 2006- Échevine de la jeunesse, de la culture, du patrimoine et du tourisme de Limbourg (ville)
- 2007- Membre du bureau du Parti socialiste (Belgique)
- 2012- Bourgmestre de Limbourg (ville)
- 2024 - Députée-Bourgmestre de Limbourg (ville)